# Albert II (fictiereeks)
Albert II is een Vlaamse televisieserie, geregisseerd door Frank Van Mechelen.

## Thema
De serie gaat over de Belgische koning Albert II en zijn koningschap vanaf 1993. Deze rol werd gespeeld door Lucas Van den Eynde.

## Geschiedenis
De opnamen begonnen eind maart 2013. Het programma werd in het najaar van 2013 uitgezonden op Eén. De reeks werd besteld door de openbare omroep. Dit gebeurde naar aanleiding van de twintig jaar dat Albert II op de Belgische troon zat. Het scenario was gedeeltelijk gebaseerd op historische feiten. De acteurs bestudeerden zo getrouw mogelijk de uitdrukkingen en lichaamstaal van hun personages.
Het concept bevat dezelfde elementen als de reeks over koningin Beatrix der Nederlanden, waarin Willeke van Ammelrooy de rol van de vorstin op zich nam.

## Rolverdeling

### Hoofdrollen
| Acteur              | Personage                       | Opmerkingen                                    |
| ------------------- | ------------------------------- | ---------------------------------------------- |
| Lucas Van den Eynde | Koning Albert II                | Zesde Koning der Belgen                        |
| Veerle Eyckermans   | Koningin Paola                  | Echtgenote van Albert II                       |
| Mathijs Scheepers   | Prins Filip                     | Troonopvolger, oudste zoon van Albert en Paola |
| Ruth Becquart       | Prinses Astrid                  | Dochter van Albert en Paola                    |
| Stefaan Degand      | Prins Laurent                   | Jongste zoon van Albert en Paola               |
| Leah Thys           | Koningin Fabiola                | Koningin-weduwe                                |
| Kris Cuppens        | Koning Boudewijn                | Vijfde Koning der Belgen                       |
| Ruth Bastiaensen    | Prinses Mathilde                | Echtgenote van Prins Filip                     |
| Wim Lommaert        | Prins Lorenz                    | Echtgenoot van Prinses Astrid                  |
| Lotte Mariën        | Prinses Claire                  | Echtgenote van Prins Laurent                   |
| Wim Opbrouck        | Jean-Luc Dehaene                | Premier van België                             |
| Ludo Busschots      | Jacques van Ypersele de Strihou | Kabinetschef                                   |
| An Miller           | Delphine Boël                   | Buitenechtelijke dochter                       |
| Valentijn Dhaenens  | Guy Verhofstadt                 | Premier van België                             |
| Christel Domen      | Sybille de Selys Longchamps     | Minnares van Albert                            |

### Gastrollen
| Acteur              | Personage            | Opmerkingen                                     |
| ------------------- | -------------------- | ----------------------------------------------- |
| Io Beckers          | Prinses Elisabeth    | Dochter van Filip en Mathilde                   |
| Steve Rosseel       | Prins Amedeo         | Oudste zoon van Astrid en Lorenz, jonge versie  |
| Stef Poelmans       | Prins Amedeo         | Oudste zoon van Astrid en Lorenz, oudere versie |
| Guillaume Standaert | Prins Joachim        | Jongste zoon van Astrid en Lorenz               |
| Marie Vandensande   | Prinses Maria Laura  | Oudste dochter van Astrid en Lorenz             |
| Marianne Carlier    | Deborah Vissers      | Liefje van Prins Laurent                        |
| Silke Becu          | Elisabeth B. De Laet | Liefje van Prins Filip                          |
| Goele De Raedt      | Wendy Van Wanten     | Liefje van Prins Laurent                        |

## Afleveringen
| Nr. | Titel                        | Live-kijkers | Live-marktaandeel | Live+6-kijkers | Live+6-marktaandeel | Eerste uitzending |
| --- | ---------------------------- | ------------ | ----------------- | -------------- | ------------------- | ----------------- |
| 1   | Vive le roi                  | 1.351.117    |                   | 1.440.033      |                     | 8 september 2013  |
| 2   | Ik zal handhaven             | 1.279.864    |                   | 1.407.098      |                     | 15 september 2013 |
| 3   | De bastaard van Laken        | 1.183.145    |                   | 1.266.923      |                     | 22 september 2013 |
| 4   | De verloren zoon             | 1.103.759    |                   | 1.318.648      |                     | 29 september 2013 |
| 5   | De laatste koning van België | 1.308.345    |                   | 1.366.760      |                     | 6 oktober 2013    |

## Ontvangst
Eén presenteerde Albert II als "prestigieuze fictiereeks", maar de serie kreeg in de pers vooral negatieve kritiek. Verschillende commentatoren deden de reeks af als karikaturaal, krakkemikkig, saai en houterig. Desalniettemin haalde Albert II gemiddeld 1,2 miljoen kijkers.